# Frankfurter Brettl
Das Frankfurter Brettl war ein in den Jahren 1958 bis 1979 von Gerd Knabe (1923–2016) und seiner Frau Peppi Kausch betriebenes Kabarett und Tourneetheater in Frankfurt am Main, das im Gegensatz zu ihrem weiteren Kabarett Die Zeitberichter als eher unpolitisch galt. Gerd Knabe hatte bei der Waffen-SS (SS-Obersturmführer) gedient.